# Angelo Castellari
Angelo Castellari, anche Castellano (1596 – 1640) è stato un vescovo cattolico italiano.

## Biografia
Entrato a far parte dell'Ordine dei Minimi di San Francesco di Paola si occupò di teologia e fu molto coinvolto nelle vicende della sua epoca. Come si può apprendere dalle cronache, il 26 giugno 1626 si recò a Roma per presentare formale denuncia di fronte al Sant'Uffizio contro Cesare Cremonini, all'epoca filosofo dell'Università di Padova, secondo l'accusa di un laico per diverse eresie: contro l'Immortalità dell'anima, la caducità del mondo e la venerazione delle reliquie. Tuttavia tali accuse si rivelarono infondate e il processo non fu nemmeno istruito .
Divenne correttore del suo ordine per il collegio di Venezia e, in seguito alla rinuncia del vescovo Benedetto Benedetti, fu nominato vescovo di Caorle il 17 settembre 1629, per volere di papa Urbano VIII. Come vescovo di Caorle fu co-consacrante dei vescovi Marco Antonio Cornaro di Padova (consacrante principale il cardinale Antonio Barberini) e Ruggero Tritonio di Udine (consacrante principale il vescovo di Camerino Giovanni Battista Altieri).
Per la sua diocesi fece compiere degli importanti lavori di restauro della cattedrale e ricostituì il capitolo, che era stato sciolto in seguito alla disputa con il suo predecessore, il vescovo Benedetti. Tuttavia il Castellari è ricordato come uno dei vescovi più critici nei confronti della sua sede e dei suoi fedeli. La Caorle del XVII secolo era una città poverissima, i cui cittadini erano sostanzialmente pescatori che vivevano esclusivamente del loro lavoro. Nonostante ciò, come testimoniato dalle cronache, diversi sono gli episodi di diverbi sorti tra i cittadini e l'autorità ecclesiastica (ad esempio ai tempi dei vescovi Girolamo Righettino e, per l'appunto, Benedetto Benedetti). Il vescovo Castellari non mancherà di annotare:
(Silvio Tramontin, La diocesi di Caorle in età moderna e la sua soppressione, p. 62)
Morì nell'anno 1640 (1641 secondo l'Ughelli). Nell'archivio della Biblioteca nazionale Marciana a Venezia è citato un suo scambio epistolare manoscritto con il doge Alvise Contarini.